# Tipula (Lunatipula) fulminis
Tipula (Lunatipula) fulminis is een tweevleugelige uit de familie langpootmuggen (Tipulidae). De soort komt voor in het Palearctisch gebied.